# 피시 앤드 칩스
피시 앤드 칩스(fish and chips)는 길게 썬 감자와 생선을 튀겨 만든 영국의 대표 요리이다. 많은 사람들이 즐기는 서민적이고 대중적인 음식으로 유명하며 19세기 중반부터 먹기 시작한 이 음식은 영국인들로 부터 사랑받는 음식이다. 요리법이 간단한 패스트푸드로 포장 음식에 속한다. 해안가 마을에서 많이 팔리며, 캐나다, 오스트레일리아와 뉴질랜드 등에서도 인기가 있는 편이다.
한 국가의 대표음식치고는 다른 국가들과 비교했을 때 상대적으로 심심하고 맛이 없다는 평가를 받고 있기는 하나 한끼 식사로는 손색이 없다. 칼로리가 높고 기름진 탓에 한꺼번에 많이 먹기에는 부담스러우나 의외로 질리지는 않는 편이라 다시 찾게 만드는 매력이 있다. 영국인들은 최소한 일주일에 한번 이상은 피시앤칩스를 먹는다고 한다.
저렴한 가격에 쉽게 포만감을 얻을 수 있는 편이라 세계대전 당시에는 영국인들의 지치고 불안한 마음을 달래주는 컴포트 푸드(comfort food)로 인정을 받은 적이있다. 2차 세계대전 당시 윈스턴 처칠이 피시앤칩스를 ‘좋은 친구(the good companions)’라 불렀다는 사실은 영국인들 사이에서 잘 알려져 있다. 참전 병사들 역시 피시앤칩스를 아군과 적군을 판별하는 암호처럼 활용했다.
오늘날에도 영국에서는 매년 최고의 피시앤칩스 가게를 선정, 발표하는 경연이 열리기도 한다. 영국 일간지 「인디펜던트」(Independent)에 따르면 2010년에 영국전역에 약 1만 500개의 피시앤칩스 음식점이 있다고 한다.

## 구성

### 생선

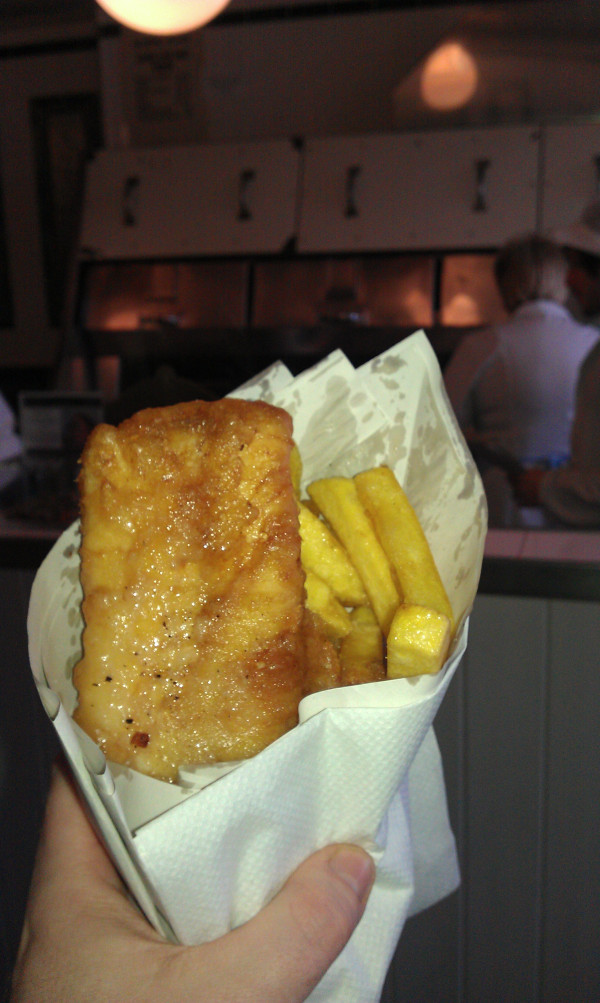
피시 앤드 칩스는 "테이크 테이크아웃"으로 종이 포장지(지유 방지 종이 안쪽과 일반 종이 바깥쪽)에 제공된다.

영국에서는 대구를 가장 많이 사용하지만, 해덕대구(haddock), 북대서양대구(pollock), 대구의 일종인 민대구(whiting), 유럽산 가자미(plaice) 등의 살이 흰 다른 종류의 생선들도 쓰인다. 싱싱함이 중요하며, 당일 아침 수산 시장에서 구입한 생선을 선호하는 편이다.
밀가루, 약간의 베이킹파우더와 암갈색의 에일(영국산 맥주의 일종)을 섞어 이것이 팬케이크 반죽보다 약간 더 걸쭉해질 때까지 반죽하며, 배알과 가시를 제거한 생선을 2~3 cm 정도의 마디로 잘라서 옥수수 녹말을 조금 뿌린 후 반죽으로 감싼다. 반죽한 생선은 190 °C의 식용유로 2분 간 금갈색이 될 때까지 튀기며, 이때 튀김 내부에는 물기가 아직 적당히 남아 있는 것이 좋다.

### 감자 튀김
깎은 감자를 1~1.5 cm 정도의 넓이와 8 cm 정도의 길이를 가진 조각으로 썬 후 찬 물에 10분정도 담가 불필요한 녹말을 제거한다. 감자 조각들이 마르면 뜨거운 기름에 넣어 4-6분 동안 놓아두는데, 이때 기름의 온도는 185 °C가 최적이다. 미국식 감자튀김인 프렌치프라이 보다는 굵은 편이므로 삶거나 찐 감자를 사용하기도 한다. 튀김은 노릇노릇하고 고소함이 조금 깃들어 있어도 괜찮지만 더 어두워지거나 단단해져서는 안 된다. 일반 가정에서 요리할 경우에는 지방을 줄이기 위해 기름 방울을 떨어뜨린 후 다시 2~3분 정도 더 튀기는 것도 가능하다. 이 감자 튀김들을 잉글랜드 중부, 남부나 스코틀랜드 서부에서는 소금, 식초와 같이 먹고, 잉글랜드 북부와 스코틀랜드 동부에서는 식초 대신 갈색의 HP 소스(HP Sauce)를 곁들여 식사한다.

### 가니시[11]

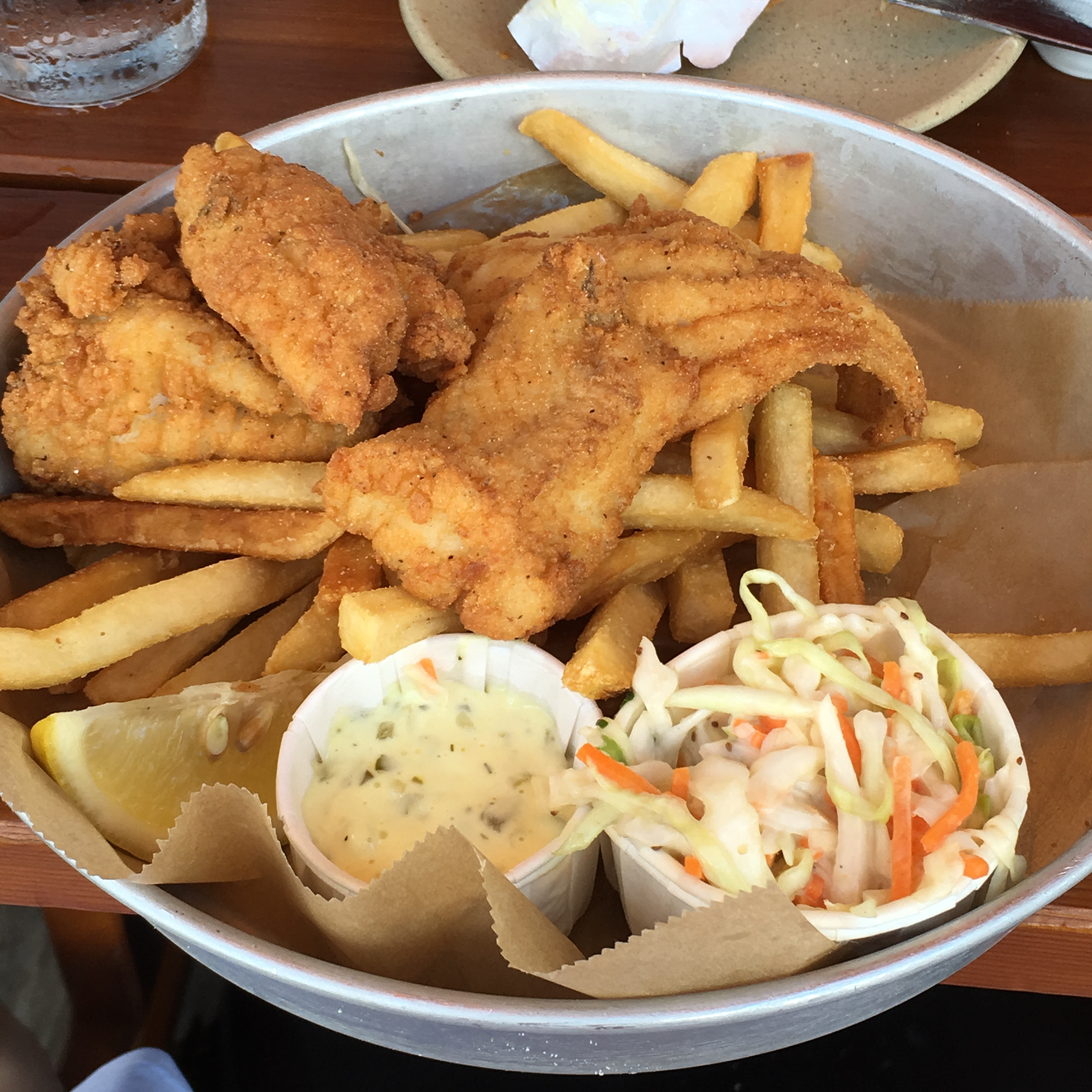
피시 앤드 칩스와 콜슬로, 타르타르 소스

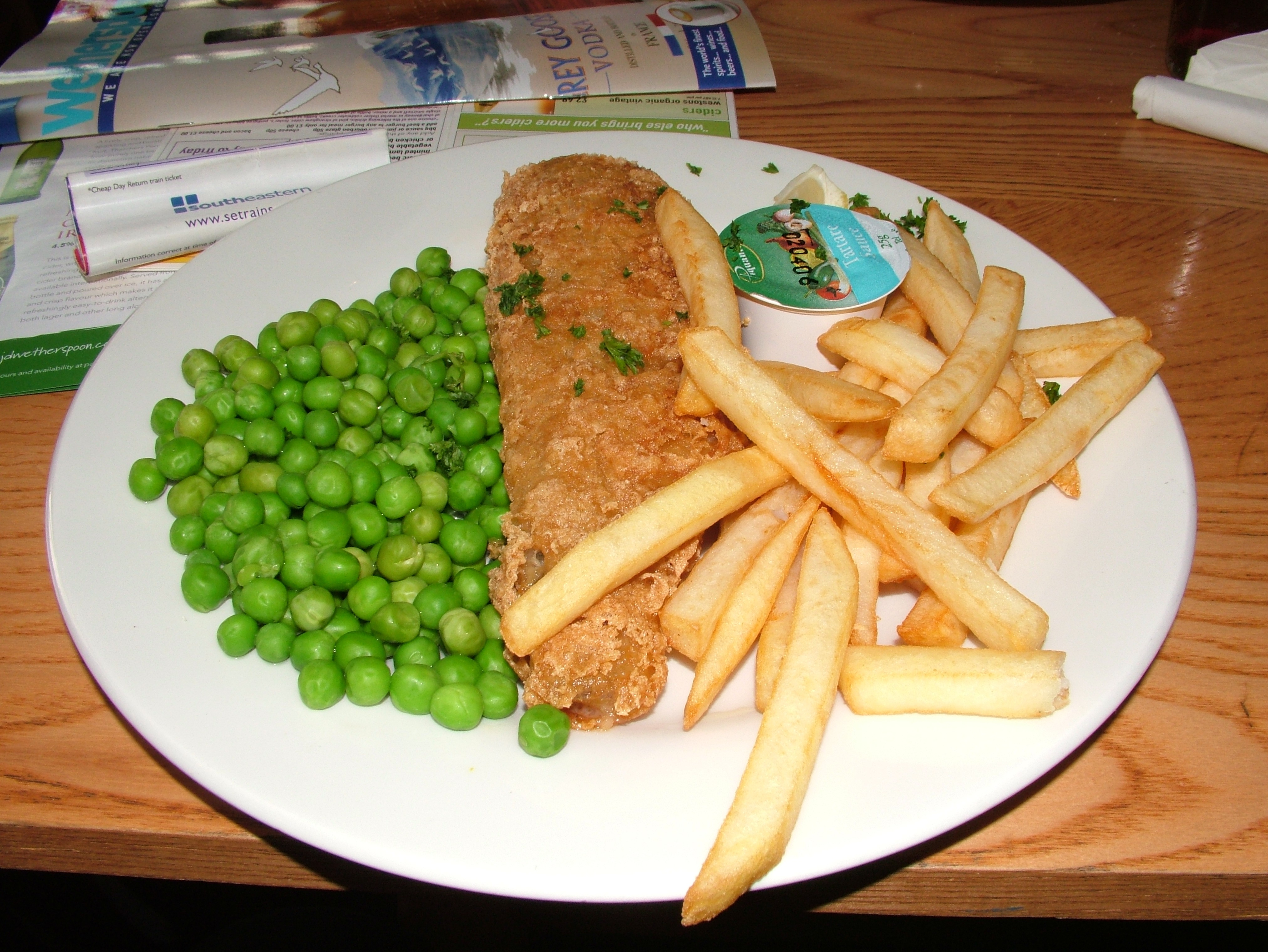
런던의 한 술집에서 내어온 피시앤드칩스, 완두콩이 곁들여져 있다

전통적으로는 생선 튀김 위에나, 감자 튀김위에 소금이나 식초를 뿌려준다. 피시앤드칩스와 가끔씩 같이 나오는 음식으로는 식초에 절인 양파나 피클, 또는 베이크트 빈즈 등이 있다. 영국에는 완두콩 퓌레가 인기 있다. 소스로는 그레이비, 커리가 있다. 튀길 때 떨어져 나간 조각들은 가끔 다른 음식에 끼워 주기도 하는데, 이 조각들을 '스크랩스앤칩스'(scraps ’n’ chips)라는 별명이 붙었다.

## 역사

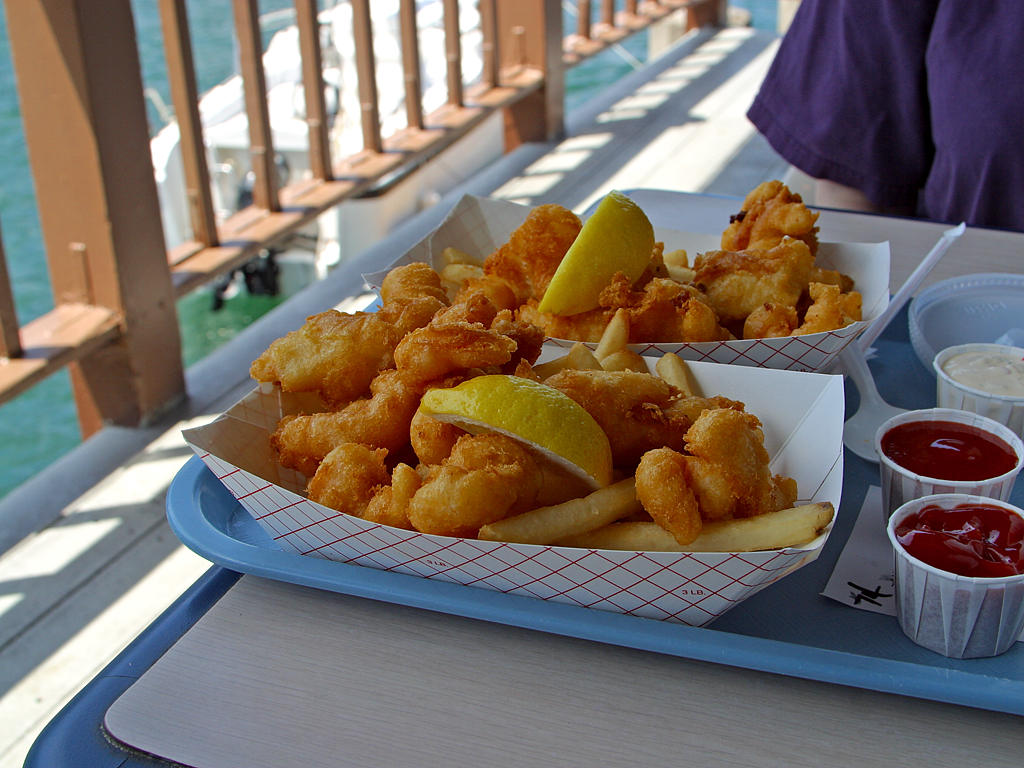
샌디에이고 어느 식당의 피시앤칩스

### 유래
영국은 섬나라임에도 불구하고 전통적으로 생선을 좋아하지 않았다. 이는 사계제일(四季齊日), 안식일, 사순절 등 년중 116일에 달하는 금육일(禁肉日)에 고기를 먹을 수 없었고 생선만 먹어야 했던 종교적 관습의 영향 때문이었다. 감자 역시 16세기에 전래된 이후에 새로운 식품에 대한 강한 거부감을 나타내며 식재료로 받아들이지 않았고 돼지사료정도로 사용했었다. 영국이 감자를 식품으로 받아들인 것은 유럽에서 가장 늦은 19세기가 되어서였다. 이러하듯 생선과 감자튀김을 먹는다는 것은 식생활에 매우 큰 변화라고 할 수 있는데, 이는 연이은 기근과 산업혁명이 가져온 결과물이다.
피시앤칩스가 영국의 대표 요리지만 음식을 구성하는 생선튀김과 감자튀김 모두 영국에서 비롯된 것이 아니다. 포르투갈의 튀김요리 문화의 영향으로 만들어진 것으로 추정된다. 포르투갈 지역에서 튀김문화가 발달한 것은 옛 로마제국시절에 로마인들이 이베리아 반도에 올리브 나무를 심어 올리브 오일의 생산기지로 삼았기에 식용유가 풍부했기 때문이다. 종교적 관습으로 인해 유럽인들은 생선을 기피하는 편인데, 포르투갈은 대항해 시대를 개척한 해양강국 답게 해산물을 많이 먹는 식문화가 형성되어 있었다. 또한 포르투갈은 유럽에서 최초로 생선을 튀겨 먹는 문화가 발생한 곳인데, 이 문화가 유대인들에 의해 영국으로 전달 된 것이다.
포르투갈에 거주하던 유대인들은 일을 일체하면 안되는 안식일의 율법을 철저히 지키기 위해서 안식일 전인 금요일에 미리 생선을 튀켜 안식일(토요일)에 먹었다. 튀김음식은 여름에도 쉽게 상하지 않았기 때문이다. 그런데 1580년에 포르투갈을 병합한 후 통합 군주가 된 스페인의 펠리페 2세는 이교도에 대한 탄압의 강도를 높였고 많은 유대인들이 종교의 자유를 위해서 벨기에와 영국 등으로 이주했다.
벨기에로 이주한 유대인들로 인해 전파된 튀김문화는 감자튀김(프랑스어 frite)을 만들어 냈고 영국으로 이주한 유대인들에 의해 생선튀김이 영국에 전래되었다. 처음에 생선튀김과 같이 나온 것은 감자가 아니라 튀긴 빵조각들이었는데, 연이은 흉년에 밀 부족으로 빵이 비싸지자 벨기에서 전래된 감자튀김이 이를 대신하게 되어 현재의 조합이 이루어지게 되었다.

### 전문점
최초의 피시앤칩스 음식점은 1860년에 조셉 말린(Joseph Malin)이 런던에서 운영하던 가게로 알려져 있다. 그는 흰살 생선과 감자칩을 함께 튀겨서 저렴한 가격에 가난한 노동자들에게 팔았는데, 산업혁명으로 힘든 육체노동을 하는 노동자들에게 칼로리가 높은 피시앤칩스와 같은 튀김 요리는 인기가 많았다. 이스트엔드(East End)와 1863년, 랭커셔(Lancashire)의 올드햄(Oldham)에 피시앤칩스를 파는 많은 가게가 생기면서 영국 전역으로 퍼져나갔다. 피시앤칩스를 저렴한 가격에 팔 수 있었던 이유는 철도 건설로 인해 해안에서 내륙으로 어획물 수송 속도가 빨라졌고 감자 역시 저렴했으며, 양돈농가의 증가로 동물성 식용유 공급량이 증가한데다가 시장수요와 기술발전으로 식물성 기름의 생산량도 증가했는데, 특히 기존에 거의 버려졌던 면화씨를 이용한 면실유 대량 생산 기술이 개발되어 저렴한 식용유가 풍부해졌기 때문이다.
1910년 경에는 벌써 25,000개 이상의 점포가 영국 내에 존재했으며, 1913년에는 전국 피시앤칩스 연합(National Federation of Fish Friers)을 결성하였고 1927년에는 35,000개로 점포수가 늘어났다. 제1차 세계 대전 때는 값이 싼 피시앤드칩스를 하층민들도 19세기에서처럼 굶주리지 않고 여전히 사먹을 수 있었던 덕분에 전쟁 기간 내에 영국 사회의 안정에 이바지한 면도 있었다. 제2차 세계 대전 발발 후 영국에서 실시된 배급제에서 피시앤드칩스만은 제외되었고 오히려 병사들에게 급식되었으며, 대피한 민간인들도 피시앤드칩스 차량들에 의해 먹을 것을 공급받았다.
2003년, 위생 규정에 의해 제약을 받기 전에는 전날 나온 황색 신문지에 피시앤드칩스를 싸서 주는 것이 유행했으나 현재는 백지장이 표준화되어 있다. 2010년에는 점포수가 1만 500개로 감소했는데, 이는 햄버거, 피자, 치킨 등 경쟁 상품이 증가했을 뿐 아니라 건강에 대한 관심이 높아지며 튀긴 음식을 기피하는 소비자가 늘었기 때문이며, 주재료인 생선 가격이 상승함으로 인해 피시앤칩스의 인기가 주춤한 것으로 추정된다.

### 식문화
영국 피시앤칩스 연합(National Federation of Fish Friers)에 따르면 여전히 피시 앤 칩스 가게에서 소비하는 흰살 생선과 감자는 영국 전체 소비량의 각각 30%, 10%를 차지한다. 영국인이 연간 피시 앤 칩스에 지출하는 금액은 12억 파운드에 달하며 1/4 가량의 영국인이 일주일에 한 번 이상 피시 앤 칩스 가게를 방문한다고 한다. 펍(Pub)과 같은 술집에서 식사 겸 술안주로 많이 팔았기 때문에 영국인들은 피시 앤 칩스를 주로 맥주와 함께 먹는다. 예수가 처형 당한 금요일이 금육일(禁肉日)로 지정되어 금요일에는 피시앤칩스를 먹는 관습도 있었다.
피시앤드칩스는 집에서도 손쉽게 만들 수 있지만, 예로부터 길거리 음식 취급을 받아 가정에서 주식이 되는 경우는 극히 드물고, 오히려 바깥에서 산 음식을 집으로 가져와 먹는 경우가 흔하다. 영국의 술집(pub)에서는 예전부터 술안주(pubfood)의 하나로 발견하기가 어렵지 않고, 유명한 요리들이 고급화하는 경향이 강해지면서 격식 있는 식당들도 피시앤드칩스를 메뉴에 추가했다. 해리 램스든스(Harry Ramsden’s)와 같이 피시앤드칩스를 주로 다루는 체인점도 있는데, 그래도 맛이 가장 나은 곳은 각지의 전문점들이다. 금요일과 토요일 밤에 이것을 찾는 사람들이 늘어나며, 이는 주말 밤이 본격적으로 시작되기 전의 간식으로 인기가 높아서이다.

### 국외 지역
스코틀랜드에서는 1870년에 최초로 피시앤칩스 가게가 들어선 것으로 알려져 있으며, 아일랜드에는 1880년에 이탈리아 출신의 쥬세페 체르비(Giuseppe Cervi)가 더블린(Dublin)에서 피시앤칩스를 처음으로 판매했다고 알려져 있다. 그의 아내 팔마(Palma)는 피시앤칩스를 판매할 때 손님들에게 이탈리아어로 “우노 디 퀘스타 우노 디 퀠라(Uno di questa, uno di quella)?”라고 묻곤 했는데 영어로 해석하면 “One of this, one of the other(이것으로 드릴까요 다른 것으로 드릴까요)?”에 해당한다. 이것 때문에 더블린에서는 피시앤칩스를 ‘원 앤 원(one and one)’이라고 부르기도 한다.
그외에도 호주, 뉴질랜드, 캐나다 등에서도 피시앤칩스를 쉽게 접하고 맛볼 수 있다.

## 비슷한 음식
독일의 바크피쉬(Backfisch)나 네덜란드의 키벨링(Kibbeling) 역시 반죽해 튀긴 생선으로 만든 패스트 푸드로, 거기에 감자 튀김만 곁들이면 피시앤드칩스와 유사하다고 할 수 있는데, 영국의 감자 튀김은 유럽 대륙의 감자 튀김보다 더 굵고 푸석푸석한 것이 특징이다. 벨기에의 물프리트(Moules-frites)도 피시앤드칩스와 비슷한 점이 있다.
스코틀랜드와의 유대가 역사적으로 깊은 토스카나의 작은 도시 바르가(Barga)는 매년 8월에 '라 사그라 델 페세 에 파타테'(La Sagra Del Pesce e Patate)라는 축제를 여는데 이를 번역한즉 '피시 앤드 칩스 축제'가 된다.

## 같이 보기
- 영국 요리
- 잉글랜드 요리
- 로스트 비프

## 참고 문헌
- Priestland, Gerald (1972). 《Frying tonight: the saga of fish & chips.》. London: Gentry Books. ISBN 978-0-85614-014-3.
- Walton, John K. (1989). “Fish and Chips and the British Working Class, 1870–1930”. 《Journal of Social History》 23 (2): 243–266. JSTOR 3787879.
- Walton, John K. (1994). 《Fish and Chips, and the British Working Class, 1870–1940》 1판. Leicester: Leicester University Press. ISBN 978-0-567-21232-0.